# 케빈 파이기
케빈 파이기(영어: Kevin Feige, 1973년 6월 2일 ~ )는 미국의 영화 제작자로, 마블 스튜디오의 사장이다. 제작한 영화 세계 흥행 수익의 합계는 130억 달러 이상이다.

## 생애
케빈 파이기는 매사추세츠주 보스턴에서 태어났고, 뉴저지주 웨스트필드에서 성장했다. 그는 조지루카스,론 하워드, 로버트 저메키스 등 명감독을 배출한 명문 서던 캘리포니아 대학교 영화학과를 6번 도전만에 입학하였다. 파이기는 영화 엑스맨 시리즈의 제작자 로런 슐러 도너의 비서 자리에 있었으며 그와 함께 2000년에 마블사에 입사하였다. 파이기는 도너에게 엑스맨 시리즈에 관심이 있다고 말했고, 이에 당시 사장이었던 아비 아라드를 만나 마블에서 일할 기회를 얻게 되었다.

## 영화
| 년도 | 영화                         | 역할        | 비고                     |
| ---- | ---------------------------- | ----------- | ------------------------ |
| 2000 | 엑스맨                       | 협력 제작자 |                          |
| 2002 | 스파이더맨                   | 실행 제작자 |                          |
| 2003 | 데어데블                     | 공동 제작자 |                          |
| 2003 | 엑스맨 2                     | 공동 제작자 |                          |
| 2003 | 헐크                         | 실행 제작자 |                          |
| 2004 | 퍼니셔                       | 실행 제작자 |                          |
| 2004 | 스파이더맨 2                 | 실행 제작자 |                          |
| 2004 | 블레이드 3                   | 공동 제작자 |                          |
| 2005 | 일렉트라                     | 공동 제작자 |                          |
| 2005 | 맨-씽                        | 실행 제작자 |                          |
| 2005 | 판타스틱 4                   | 실행 제작자 |                          |
| 2006 | 엑스맨: 최후의 전쟁          | 실행 제작자 |                          |
| 2007 | 스파이더맨 3                 | 실행 제작자 |                          |
| 2007 | 판타스틱 4: 실버 서퍼의 위협 | 실행 제작자 |                          |
| 2008 | 아이언맨                     | 제작자      |                          |
| 2008 | 인크레더블 헐크              | 제작자      |                          |
| 2008 | 퍼니셔 2                     | 실행 제작자 |                          |
| 2010 | 아이언맨 2                   | 제작자      |                          |
| 2011 | 토르: 천둥의 신              | 제작자      |                          |
| 2011 | 토르: 테일즈 오브 아스가르드 | 실행 제작자 | 비디오용 애니메이션 영화 |
| 2011 | 퍼스트 어벤져                | 제작자      |                          |
| 2012 | 어벤져스                     | 제작자      |                          |
| 2012 | 어메이징 스파이더맨          | 실행 제작자 |                          |
| 2013 | 아이언맨 3                   | 제작자      |                          |
| 2013 | 토르: 다크 월드              | 제작자      |                          |
| 2014 | 캡틴 아메리카: 윈터 솔져     | 제작자      |                          |
| 2014 | 가디언즈 오브 갤럭시         | 제작자      |                          |
| 2015 | 어벤져스: 에이지 오브 울트론 | 제작자      |                          |
| 2015 | 앤트맨                       | 제작자      |                          |
| 2016 | 캡틴 아메리카: 시빌 워       | 제작자      |                          |
| 2016 | 닥터 스트레인지              | 제작자      |                          |
| 2017 | 가디언즈 오브 갤럭시 Vol. 2  | 제작자      |                          |
| 2017 | 스파이더맨: 홈커밍           | 공동 제작자 |                          |
| 2017 | 토르: 라그나로크             | 제작자      |                          |
| 2018 | 블랙 팬서                    | 제작자      |                          |
| 2018 | 어벤져스: 인피니티 워        | 제작자      |                          |
| 2018 | 앤트맨과 와스프              | 공동 제작자 |                          |
| 2019 | 캡틴 마블                    | 제작자      |                          |
| 2019 | 어벤져스: 엔드게임           | 제작자      |                          |
| 2019 | 스파이더맨: 파 프롬 홈       | 공동 제작자 |                          |

### 드라마
| 년도    | 드라마                       | 역할        | 비고 |
| ------- | ---------------------------- | ----------- | ---- |
| 2008-12 | 아이언 맨: 아머드 어드벤처스 | 실행 제작자 |      |
| 2009    | 울버린과 엑스맨              | 실행 제작자 |      |
| 2015-16 | 에이전트 카터                | 실행 제작자 |      |
| 2020    | 더 팔콘 & 윈터 솔져          | 실행 제작자 |      |
| 예정    | 완다비전                     | 실행 제작자 |      |
| 예정    | 로키                         | 실행 제작자 |      |
| 예정    | 호크아이 드라마              | 실행 제작자 |      |